# Lagerstroemia anhuiensis
Lagerstroemia anhuiensis là một loài thực vật có hoa trong họ Lythraceae. Loài này được X.H. Guo & S.B. Zhou mô tả khoa học đầu tiên năm 2004.